# Kim loại lỏng

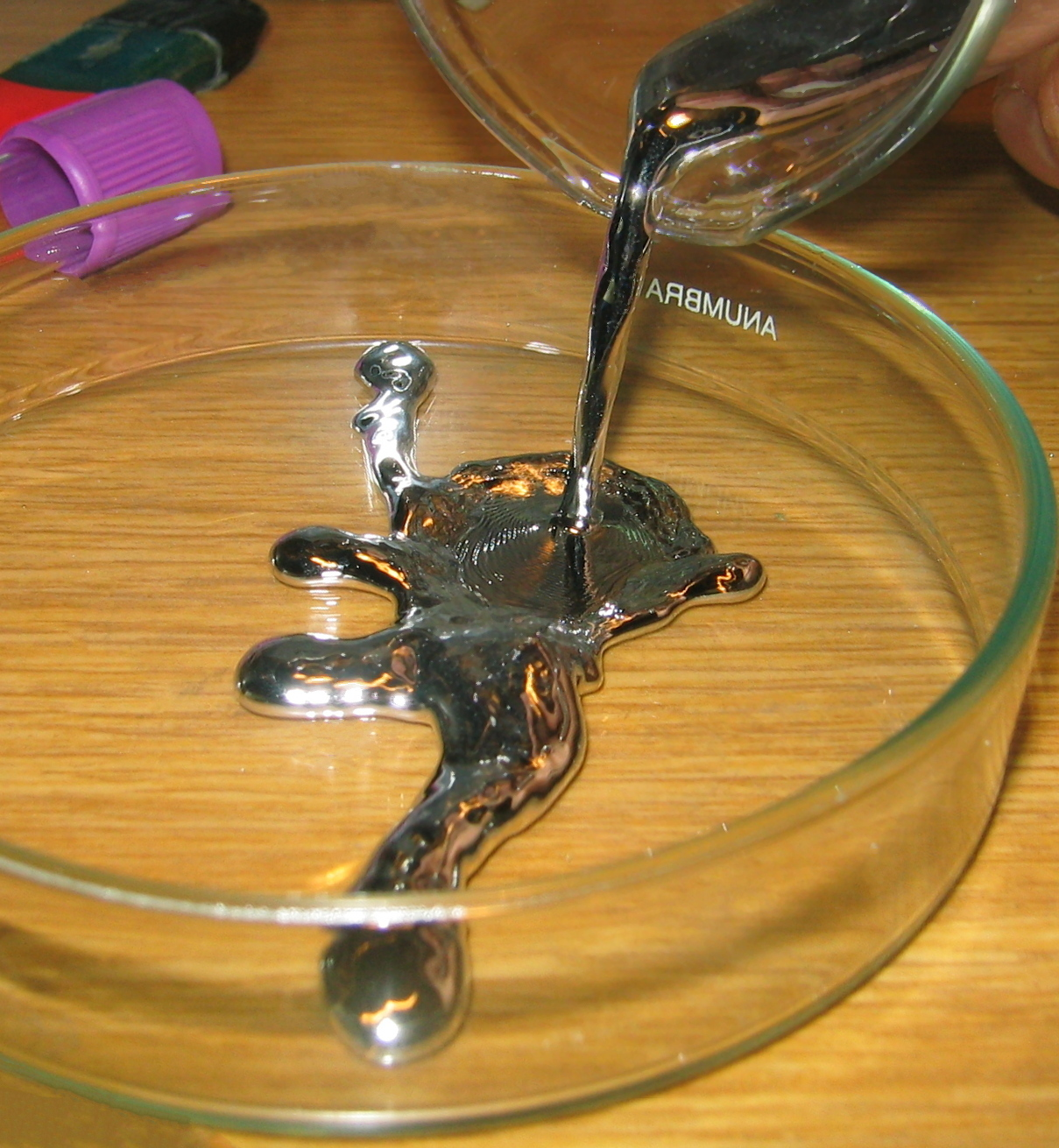
Thủy ngân, một kim loại lỏng điển hình với dạng lỏng ổn định ở ngưỡng nhiệt độ phòng.

Kim loại lỏng là kim loại hoặc hợp chất của kim loại có dạng lỏng khi nhiệt độ của chúng ở ngưỡng gần bằng hoặc bằng nhiệt độ phòng.
Kim loại lỏng duy nhất ổn định ở nhiệt độ phòng là thủy ngân (Hg), có ngưỡng nhiệt độ nóng chảy là −38,8 °C (234,3 K, -37,9 °F). Ba kim loại có ngưỡng nhiệt độ nóng chảy cao hơn nhiệt độ phòng một chút gồm có caesi (Cs, nhiệt độ nóng chảy là 28,5 °C [83.3 °F]); gali (Ga, nhiệt độ nóng chảy 30 °C [86 °F]) và rubidi (Rb, nhiệt độ nóng chảy 39 °C [102 °F]). Kim loại phóng xạ franci (Fr) cũng có thể nóng chảy khi gần với nhiệt độ phòng. Một số tính toán cũng dự đoán rằng các kim loại phóng xạ khác như copernici (Cn) hay flerovi (Fl) cũng sẽ chuyển sang dạng lỏng khi ở nhiệt độ phòng.